# Квасувка (Люблінське воєводство)
Квасувка (пол. Kwasówka) — село в Польщі, у гміні Дрелів Більського повіту Люблінського воєводства. Населення — 239 осіб (2011).

## Історія
У часи входження до складу Російської імперії належало до Радинського повіту Сідлецької губернії.
За даними етнографічної експедиції 1869—1870 років під керівництвом Павла Чубинського, у селі проживали лише греко-католики, усе населення розмовляло українською мовою.
У 1921 році село входило до складу гміни Загайкі Радинського повіту Люблінського воєводства Польської Республіки.
У 1975—1998 роках село належало до Білопідляського воєводства.

## Населення
За переписом населення Польщі 10 вересня 1921 року в селі налічувалося 73 будинки та 340 мешканців, з них:
- 159 чоловіків та 181 жінка;
- 133 православні, 199 римо-католиків, 8 юдеїв;
- 94 українці, 241 поляк, 3 євреї.

Демографічна структура станом на 31 березня 2011 року:
|          | Загалом | Допрацездатний вік | Працездатний вік | Постпрацездатний вік |
| -------- | ------- | ------------------ | ---------------- | -------------------- |
| Чоловіки | 120     | 23                 | 86               | 11                   |
| Жінки    | 119     | 25                 | 54               | 40                   |
| Разом    | 239     | 48                 | 140              | 51                   |